# عصب قاطعي
العصب القاطعي (بالإنجليزية:Incisive nerve)، هو عصب متفرع من العصب السنخي السفلي، وهو يعد الفرع الأصغر له، أما الفرع الأكبر فهو العصب الذقني، والفرق بينهما أن العصب القاطعي يقوم بتعصيب الضواحك والأنياب والقاطع المركزي والجانبي، أما العصب الذقني فيخرج من الثقبة الذقنية ويقوم بتعصيب الشفة السفلية والذقن.